# Šimatovo
 Šimatovo  falu Horvátországban, a Tengermellék-Hegyvidék megyében. Közigazgatásilag Brod Moravicéhez tartozik.

## Fekvése
Fiumétól 45 km-re északkeletre, községközpontjától 5 km-re északnyugatra, a Kulpa völgye felett, a horvát Hegyvidék (Gorski kotar) területén fekszik.

## Története
A településnek 1857-ben 30, 1910-ben 47 lakosa volt. Trianonig Modrus-Fiume vármegye Delnicei járásához tartozott.
2011-ben 3 lakosa volt.

## Lakosság
| Lakosság változása | Lakosság változása | Lakosság változása | Lakosság változása | Lakosság változása | Lakosság változása | Lakosság változása | Lakosság változása | Lakosság változása | Lakosság változása | Lakosság változása | Lakosság változása | Lakosság változása | Lakosság változása | Lakosság változása | Lakosság változása |
| ------------------ | ------------------ | ------------------ | ------------------ | ------------------ | ------------------ | ------------------ | ------------------ | ------------------ | ------------------ | ------------------ | ------------------ | ------------------ | ------------------ | ------------------ | ------------------ |
| 1857               | 1869               | 1880               | 1890               | 1900               | 1910               | 1921               | 1931               | 1948               | 1953               | 1961               | 1971               | 1981               | 1991               | 2001               | 2011               |
| 30                 | 36                 | 46                 | 58                 | 51                 | 47                 | 48                 | 70                 | 46                 | 45                 | 30                 | 22                 | 10                 | 13                 | 5                  | 3                  |

## Nevezetességei
- Szent Mihály főangyal tiszteletére szentelt temetőkápolnája[4] mai formájában a 18. században épült barokk-klasszicista stílusban.[5] Egyhajós, kisebb méretű épület, sokszög záródású apszissal. A belső falon található felirat szerint eredetileg 1672-ben épült. A homlokzatokon freskó technikával készített kör alakú fogadalmi kereszteket (öt kereszt) találunk. A belső teret gazdagon festették ki, melyből körben a tizennégy fogadalmi kereszt, valamint a freskók kisebb részei máig fennmaradtak.
- A Szent Kereszt tiszteletére szentelt plébániatemploma 1825-ben épült, az 1990-es években megújították.